# Robert de Brus (2e heer van Annandale)
Robert II de Brus (overl, 1194) was heer van Annandale. Hij was een zoon van Robert de Brus (1e heer van Annandale). Robert II huwde met Euphemia, een dochter van Willem le Gros, 1e baron van Albemarle, en had vier kinderen met haar.
- Robert (III), Robert overleed voordat hij zijn vader kon opvolgen.
- Willem, opvolger
- Bernard
- Agatha